# Synagoga v Třešti
V Třešti se nachází budova bývalé synagogy, nyní kostel Církve československé husitské.
Židé jsou v Třešti doloženi od 2. poloviny 13. století (zmínka o rabínovi Jakubovi z Třeště). Synagoga s pěti poli loubí (jediná synagoga s tímto architektonickým prvkem v českých zemích) je čelem obrácena do náměstí Svobody.

## Popis
Jedná se o empírovou stavbu s antickými a egyptskými vzory. Původní barokní podoba není známa kvůli zničení budovy při velkém požáru v roce 1824, kdy byla synagoga úplně zničena. Celá budova je orientována na východ. Uliční podloubí nese 6 toskánských sloupů s křížovými klenbami. V hlavním traktu je výška synagogy 8,35 m.

## Historie synagogy
První zmínka o synagoze pochází z roku 1693. Zajímavé je velmi těsné sousedství synagogy s filiálním kostelem sv. Kateřiny Sienské, které svědčí o jisté toleranci židovského obyvatelstva.
Synagoga byla zničena požárem 2. října 1824. Díky sbírce byla znovu postavena a vysvěcena 22. září 1825. Znovu byla synagoga poškozena roku 1920 při dalším velkém požáru, kdy bylo při opravách dočasně zazděno celé loubí. Synagoga byla používána až do okupace. Zařízení interiéru bylo za 2. světové války nacisty zničeno a tóra byla odvezena.
Do roku 2003 byla synagoga využívána jako výstavní prostor Spolku přátel betlémů. V současnosti slouží jako kostel sboru Církve československé husitské.

## Výstavy
V dnešních dnech slouží synagoga hlavně k výstavám a koncertům. Hlavní sál je využíván pro kulturní účely – příležitostně pro výstavy a koncerty vážné hudby.
O Vánocích je každoročně pořádán koncert, v květnu 2009 byla výstava Židovské tradice a zvyky – Zpráva o Lodži. Dále je zde trvalá výstava o Franzi Kafkovi a expozice o židovské obci v Třešti. Student Franz Kafka v Třešti trávil letní prázdniny v letech 1900–1907.